# Jetpur Majmu
Jetpur Majmu fou una de les branques en què estava dividit el principat de Jetpur al segle XX, abans de ser abolit el 9 d'agost de 1937 pel seu excessiu fraccionament. Estava governat per 33 talukdars. La superfície era de 209 km² i la població de 34.980 habitants.